# انگولا (دلاویر)
انگولا (به انگلیسی: Angola) یک منطقهٔ مسکونی در ایالات متحده آمریکا است که در شهرستان ساسکس، دلاویر واقع شده‌است. انگولا ۷٫۰۱ متر بالاتر از سطح دریا واقع شده‌است.